# Tempestade subtropical Oquira
A tempestade subtropical Oquira foi a terceira em 2020 e a décima-primeira a se formar no Brasil desde o furacão Catarina de 2004.
A Marinha do Brasil notificou na costa do Rio Grande do Sul um sistema de baixa pressão em 26 de dezembro e ela se transformou numa depressão subtropical. Em 28 de dezembro às 10 h, a depressão ganhou status de tempestade. A tormenta permaneceu em alto-mar e não ofereceu riscos.
Durante este período, a tempestade causou apenas ventania de até 60 km/h no litoral gaúcho, ficou se deslocando para sudeste até enfraquecer totalmente devido ao cisalhamento. Curiosamente, a baixa pressão formou uma frente quente em áreas mais frias do Atlântico. [carece de fontes?]
Em 30 de dezembro de 2020, um fato mais raro ainda aconteceu e envolveu esta tormenta.
Esta é a primeira vez que um ciclone subtropical "toca" em outro ciclone e não se dissipa.
Um ciclone extratropical, que se formou na Argentina no penúltimo dia de 2020, tinha pressão de 994 hpa e a depressão subtropical (antes, tempestade) Oquira, com 998 hpa.
Também é a primeira vez que três tempestades subtropicais se formam no Brasil no mesmo ano desde 2011. (Kurumí, Mani e Oquira)
Por se formar em dezembro (verão no Brasil), Oquira é uma formação extremamente rara e pode ter relações com o fenômeno La Niña e o aquecimento global.
O núcleo foi totalmente expirado em 31 de dezembro de 2020.